# Suabia

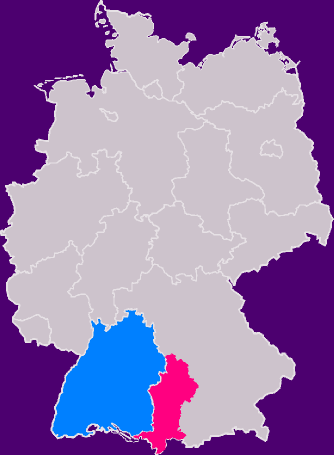
Suabia pe harta de astǎzi a Germaniei: albastru=Baden-Württemberg şi purpuriu = parte din Bavaria

Suabia (în germană Schwaben) este numele unui teritoriu întins situat în principal în sud-vestul Germaniei în landurile Baden-Württemberg și Bavaria. Acest teritoriu nu trebuie confundat cu regiunea administrativă Șvabia din Bavaria.
Astăzi Suabia nu are granițe clar definite. Înțelesul uzual este zona cuprinsă între Munții Pădurea Neagră (Schwarzwald), Lacul Constanța (Bodensee), Alpii Allgäu (Allgäuer Alpen), râul Lech, râul Wörnitz, regiunea Hohenloher Ebene și zona muntoasă Heuchelberg.
Ca zonă istorică, Suabia acoperea toate regiunile unde se vorbesc dialecte alemanice, inclusiv partea de sud din Baden, partea Elveției vorbitoare de germană precum și Vorarlberg, Austria, dar totuși fără Alsacia (Elsass), Franța.